# Ненсі

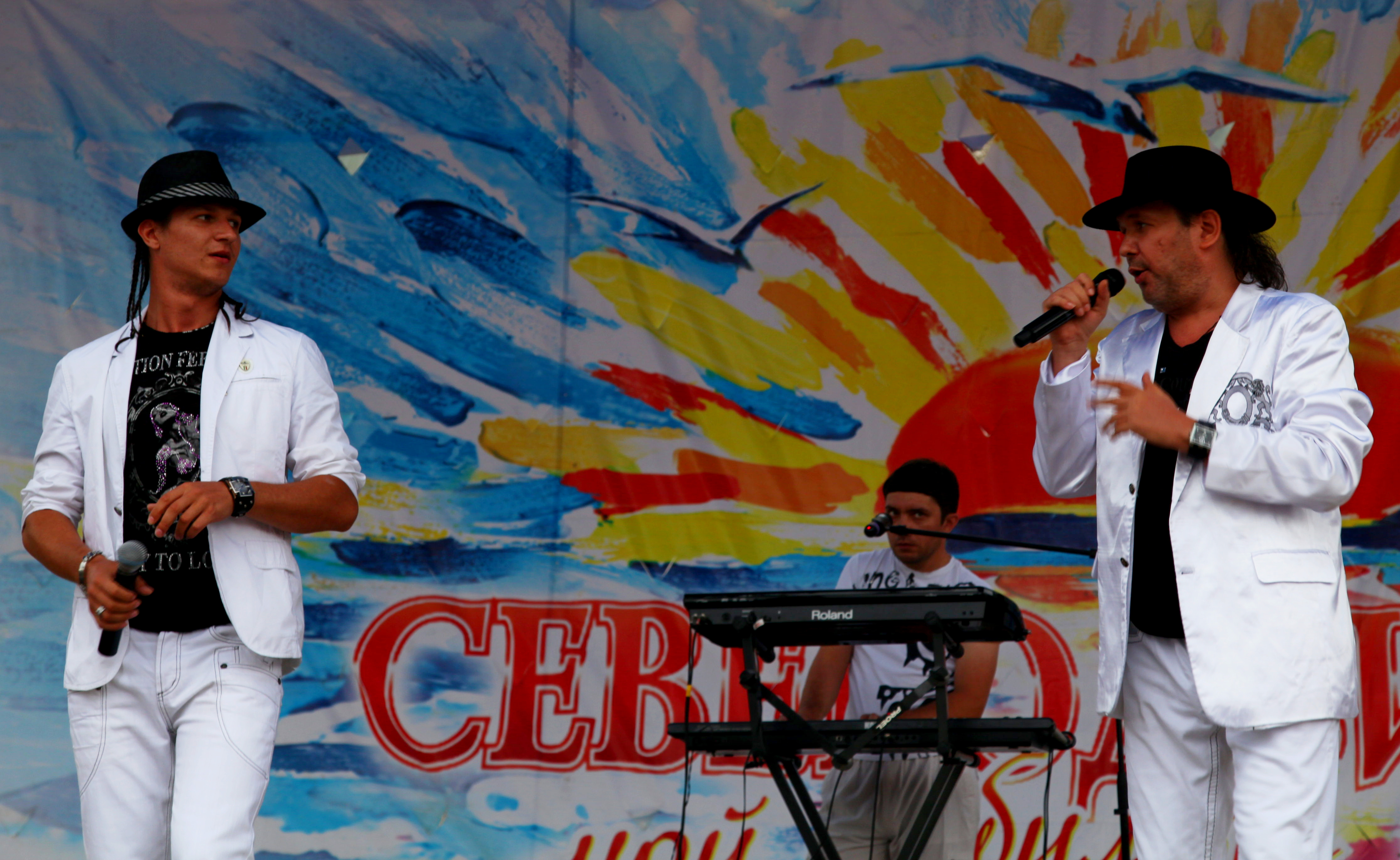
Гурт на Дні міста Северодвінськ, 29 липня 2012-го

Ненсі (рос. Нэнси) — український музичний гурт, утворений в 1992 році в Костянтинівці. Назва гурту походить від імені першого кохання засновника колективу Анатолія Бондаренка. Вважається одним з найуспішніших гуртів за всю історію на пострадянському просторі. Ненсі продали понад 5 мільйонів альбомів і синглів по всьому світу. Найбільш відомі завдяки пісні «Дим сигарет з ментолом».

## Склад групи
- Анатолій Бондаренко — народився 11.01.1966 у Костянтинівці Донецької області.
- Андрій Костенко — народився 15.03.1971 на о. Ітуруп, Курильський округ (Сахалінська область, РРФСР). З 1974 (3 роки) жив у Краматорську Донецької області.
- Сергій Бондаренко (19.06.1987—18.10.2018), народився у Костянтинівці Донецької області.

Дим сигарет з ментолом — перший альбом, записаний 1992 року в студії звукозапису «Ліра» у Донецьку.

## Історія групи
Ідея створення групи «Ненсі» належить продюсеру, поету і композитору Анатолію Бондаренку. Ще в шкільні роки він складав музику і тексти для створення власних пісень.
В 1983 році створив групу «Хобі», і вона стала популярною в Донецькій області. «Хобі» записала в студії Донецького Державного Центру телерадіомовлення альбом «Кришталева любов» («Хрустальная любовь»), який представляв собою цикл пісень власного твору. Головна композиція «Кришталева любов» згодом увійшла до альбому «Ненсі» «Туман-туман».
До серпня 1991 року група гастролювала по обласних майданчиках. У період розпаду СРСР група «Хобі» закрилася. У 1992 році Анатолій Бондаренко зібрав нових учасників для групи, у тому числі клавішника і соліста Андрія Костенка, з перспективою просування в Москві. Влітку 1992 року розпочалася студійний запис нового альбому, який завершився до кінця 1992 року. Технічні роботи звукозапису забезпечив директор студії «ЛІРА» Анатолій Воробйов, а творчий процес — Донецький академічний український музично-драматичний театр. Зобов'язання по просуванню альбому «Ненсі» на всьому пострадянському просторі взяла на себе московська студія «Союз».
Пісня гурту «Дим сигарет з ментолом» придбала популярність і була видана великими тиражами. У 1994 р пісні «Ненсі» звучать на всіх радіостанціях Росії. У 1995 році вийшов перший компакт-диск. У 1995—1996 група з'являлася в ефірах центральних каналів Росії та України. У 1996 році на Першому каналі (ОРТ) у програмі «МузОбоз» рульовий Обозу Іван Демидов назвав групу Ненсі найкращою в Росії і № 1 в СНД.

## Ім'я
У січні 1993-го Анатолій вирішив позбутися незручної назви групи «Хобі» і почав шукати відповідне ім'я для професійної діяльності групи. За спогадами Анатолія: Так, коли ми називали групу, був створений список назв. Інтернету в 1992 році не було, і ми пішли консультуватися до друзів у магазини грамплатівок, які були в курсі всіх західних і радянських груп. Тут же прибрали всі збіги, оскільки такі назви вже були. До смішного доходило, думаємо: «Винтик»! А така група вже є. Динамік (група)! І така група є. Мабуть, творчі люди на одній хвилі знаходилися
І так як багато імен виявилися зайнятими, у світовій індустрії розваг, залишили три відповідних: «Люта (притока Шелоні)», «Платина», «Ненсі» (ім'я дівчини з юнацтва Анатолія) ім'я поширене в США як Nancy. Відомі особистості: Ненсі Сінатра, Ненсі Рейган, Ненсі Томпсон, Ненсі Аллен, Ненсі Мейерс і інші.
Музикантам допомогла місцева мешканка, фахівець з енергетики — вона звіряла різні варіанти назви групи з фотографіями учасників групи. А коли її перлина на нитці описала величезне коло над ім'ям Ненсі, вона посміхнулася і сказала, що в цьому поєднанні енергетика створює сильне поле. І поклавшись на фахівця вибрали ім'я групи.

Ім'я Ненсі потрапило в цей список тому, що колись, у вісімдесятих, в піонерському таборі «Донецька юність» в Слов'яногорську, в найкрасивіших місцях, я зустрів її. У цьому піонерському таборі я проводив кожне літо з першого класу до восьмого — там мама працювала, світла їй пам'ять. У сьомому класі ми вже були підлітками, ми танцювали, закохувалися. До нас приїхала група юнаків та дівчат з різних країн світу, серед яких була Ненсі. Вона вчила російську мову, сиділа з нами вечорами біля багаття. Співала і танцювала на конкурсах і дискотеках. Одного разу ми з нею як танцювальна пара посіли третє місце і отримали бронзові медалі. За день до від'їзду делегації ми посварилися через те, що я підкрався, коли вона писала лист, а я дивився і читав … Раптом вона озирнулася і була шокована такою «жартом». Зі сльозами і обуреним криком вона пішла. Коли прийшов час делегації їхати, я стояв біля автобуса і всім говорив поки. Майже всі хлопці плакали. Вона сиділа біля вікна і дивилася з байдужістю на все, що відбувається. Зачинилися двері, колона автобусів рушила, я побіг за цим автобусом і зупинив його. Відкрилися двері, Ненсі вибігла і на очах у всіх ми обнялися і стали цілуватися … Я подарував їй гітару — вона здивовано подивилася на мене, адже це був страшний дефіцит в СРСР. Вона сіла в автобус, і колона зникла в лісовому масиві, залишивши запах бензину і її парфумів …
Ми кілька років листувалися, поки не змінилася політична обстановка, я писав листи ще і ще, але вони поверталися до мене чи не доходили до неї. Сказали, що її сім'я змінила місце проживання.
Так це ім'я залишилося зі мною по життю …

## Нагороди
- 1996 — Найкраща Російська група
- 2004 — Лауреат конкурсу «Бойове Братство»
- 2007 — Кавалер ордена «Служіння мистецтву»
- 2010 — Медаль «Талант і покликання»

## Виступи та досягнення
1. 1992 — Група «Ненсі» Фестиваль в Донецьку «Вітер зі сходу» (приз глядацьких симпатій).
2. 1992 — Професійна запис альбому «Дим сигарет з ментолом» і пошук нової назви групи.
3. 1993 — Група «Ненсі» Москва Студія «СОЮЗ» (новинка російської естради).
4. 1994 — Фестиваль у Києві «Музичний штурвал» (почесний гість фестивалю).
5. 1995 — Музичний конкурс в Москві «Муз-обоз» (переможці конкурсу).
6. 1996 — Фестиваль-конкурс в Москві «Пісня року» 96 (переможці відбіркового туру, номінанти премії найкращої групи — 96).
7. 1997 — Ненсі їде в Велике турне по всіх країнах СНД, Прибалтики та далекого зарубіжжя.
8. 1998 — через дефолт «Ненсі» відлітає до Німеччини.
9. 1998—2007 р. — Період судових розглядів і практично повного зникнення з екранів (після 2001 року) групи «Ненсі».
10. 2008—2009 р. — Світовий ювілейний тур 15-річчя.
11. 2012 — Світовий тур «Брілліхіт».
12. 2012 — Прем'єра нового альбому «Вечерочкіночкі».
13. 2012 — 28 грудня Ненсі виступили на президентському прийомі «новий рік 2013» в Кремлі.
14. 2013 — Шоу в Мінську «20 років на сцені»

## Відеокліпи
1. 1993 — «Как любил я тебя»
2. 1993 — «Пьяный день рождения»
3. 1994 — «В первый раз»
4. 1994 — «Калина красная»
5. 1994 — «Милая»
6. 1994 — «Чёрный Кадиллак»
7. 1995 — «Отель»
8. 1996 — «Дым сигарет с ментолом»
9. 1996 — «Чистый лист»
10. 1997 — «Ты далеко»
11. 1998 — «Туман-туман»
12. 2000 — «Ромео»
13. 2000 — «Прочти, пожалуйста, моё письмо»
14. 2000 — «Горько плакала ива»
15. 2001 — «Зачем»
16. 2007 — «Светик мой Светлана»
17. 2010 — «Ночной коралл»
18. 2012 — «Ты научи меня летать»
19. 2012 — «Нэнси Люблю Кохаю I Love You!»
20. 2013 — «Я стану ветром»
21. 2013 — «Дед Мороз не придет»
22. 2018 — «Белый Дым»

## Дискографія Ненсі
1. 1993 — «Дым сигарет с ментолом»
2. 1994 — «Чёрный Кадиллак часть 1»
3. 1994 — «Чёрный Кадиллак часть 2»
4. 1995 — «Новые и лучшие песни группы „Нэнси“ часть 1»
5. 1996 — «Новые и лучшие песни группы „Нэнси“ часть 2»
6. 1997 — «Свадьба»
7. 1997 — «Ты далеко, или волшебный мир»
8. 1998 — «Новые и лучшие песни группы „Нэнси“ часть 3»
9. 1998 — «Туман, туман»
10. 2000 — «Ромео»
11. 2000 — «Новые и лучшие песни группы „Нэнси“ часть 4»
12. 2001 — «Луна»
13. 2001 — «Ива»
14. 2001 — «Новые и лучшие песни группы „Нэнси“ часть 5 „ЛАДА“»
15. 2002 — «Мой огонёк»
16. 2002 — «Новые и лучшие песни группы „Нэнси“ часть 6 „КОРАБЛИК“»
17. 2003 — «Нэнсимьюзик точка ру»
18. 2004 — «Прочти, пожалуйста, мое письмо!»
19. 2004 — «Новые и лучшие песни группы „Нэнси“ часть 7»
20. 2005 — «Сантанави»
21. 2005 — «Новые и лучшие песни группы „Нэнси“ часть 8»
22. 2008 — «Дым сигарет с ментолом 15 лет» (юбилейный)
23. 2012 — «Вечерочкиночки» (премьера 29 сентября 2012).

### Пісні
- 1993 — Дым сигарет с ментолом
- 1994 — Черный кадиллак
- 1994 — Ручной пулемет
- 1994 — Шерше-ля-фам
- 1995 — Как любил я тебя
- 1996 — Девушка мечты (Чистый лист)
- 2003 — А дождь стучит

### Концертні програми
За роки творчого життя групи Ненсі створені концертні шоу-програми: 
- «Дим сигарет з ментолом» (1995-1998)
- «Туман-туман» (1999-2001)
- «Гірко плакала верба» (2001-2003)
- «Найулюбленіші пісні» (2004)
- «Дим сигарет з ментолом 15 років» — ювілейна програма (2009)
- «Діаманти — Зірки» (2009)

## Критика
- Музичні критики оцінюють творчість групи «Ненсі» як успішний проект сучасної поп-культури.[2]

## Факти
- 14 липня 1993 Анатолій Бондаренко відкрив власну студію «Ненсі», сьогодні вона називається «BONDARENKO MEDIA».
- 07.07.2007 Статус третього соліста групи отримує Сергій Бондаренко (син Анатолія)
- 15 серпня 2009 були відновлені всі авторські права
- 26.05.2009 Запущено NensiTV канал на YouTube
- 23.02.2012 Підписано партнерський контракт з Yandex-музика